# Meoqui (kommun i Mexiko)
Meoqui är en kommun i Mexiko.   Den ligger i delstaten Chihuahua, i den nordvästra delen av landet, 1 200 km nordväst om huvudstaden Mexico City. Antalet invånare är 43 833. Arean är 370 kvadratkilometer.
Terrängen i Meoqui är platt åt nordost, men åt sydväst är den kuperad.
Följande samhällen finns i Meoqui:
- Jiménez
- Pedro Meoqui
- Ampliación Colonia Lázaro Cárdenas
- Los García
- Loreto
- Colonia Francisco Portillo
- Potrero del Llano
- Nuevo Loreto
- Colonia Emiliano Zapata
- Colonia Diez de Mayo
- La Escuadra
- Colonia Progreso